# Пилоткель
Пилоткель — река на севере Дальнего Востока России, протекает по территории Чаунского района Чукотского автономного округа. Длина реки — 31 км.
Название произошло от чукотского Пылётколь — «грызущая». Это вероятно связано с тем, что река постоянно подмывает берега.
Берёт исток из безымянного озера, протекает в широтном направлении по Чаунской низменности, по заболоченной местности полуострова Кыттык в окружении многочисленных болот и озёр; впадает в Чаунскую губу.

## Данные водного реестра
По данным государственного водного реестра России относится к Анадыро-Колымскому бассейновому округу.